# Rallye Safari 1976
Le Rallye Safari 1976 (24th East African Safari), disputé du 15 au 19 avril 1976, est la trente-cinquième manche du championnat du monde des rallyes (WRC) courue depuis 1973, et la quatrième manche du championnat du monde des rallyes 1976 (WRC).

## Contexte avant la course

### Le championnat du monde

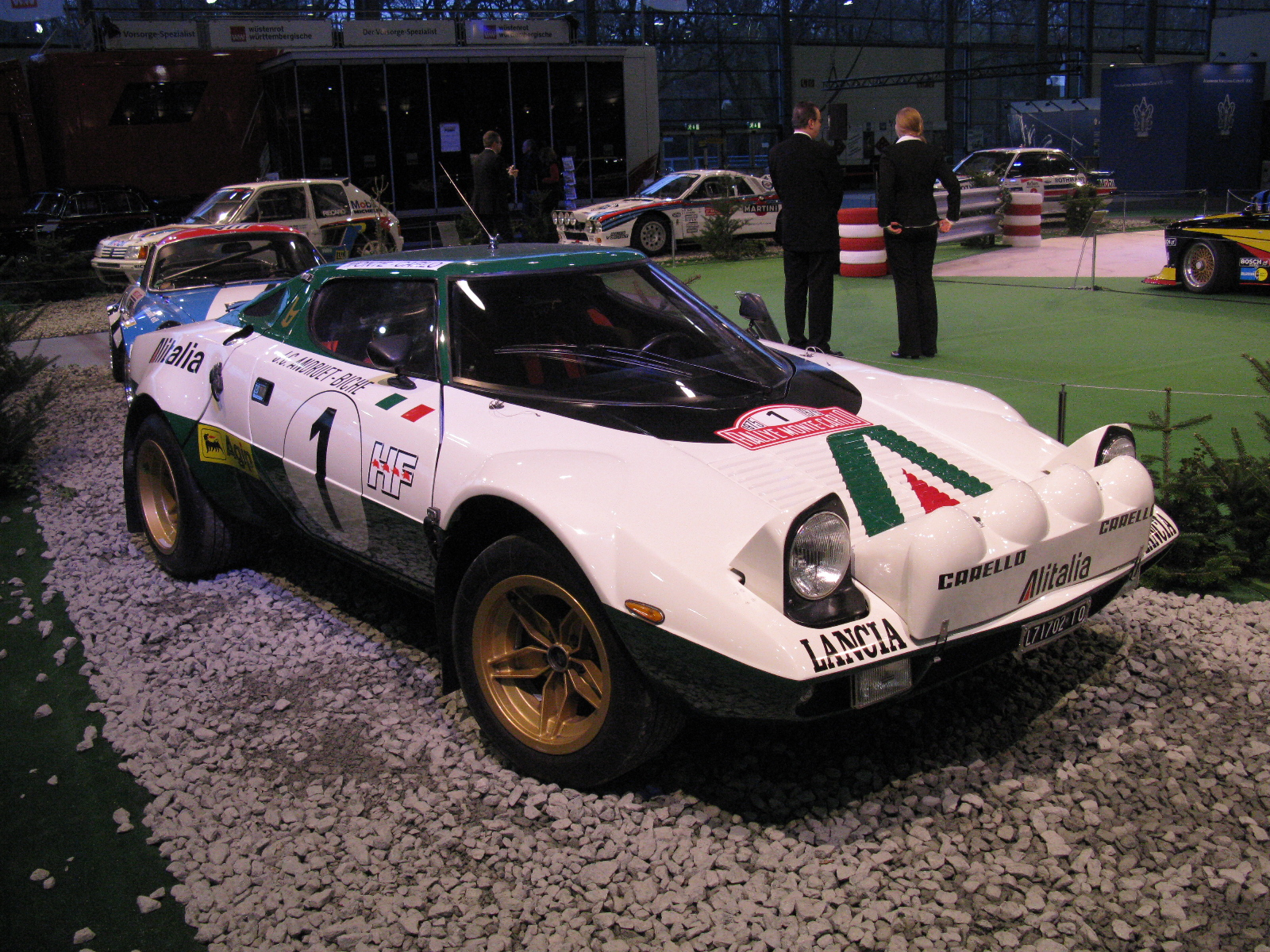
Depuis 1974, la Lancia Stratos HF domine le championnat du monde.

Traditionnellement disputé durant la période de Pâques, le Safari constitue la quatrième des dix manches du championnat du monde des constructeurs 1976, juste avant le Rallye du Maroc, l'autre épreuve africaine du calendrier. Les épreuves du championnat sont réservées aux voitures des catégories suivantes :
- Groupe 1 : voitures de tourisme de série
- Groupe 2 : voitures de tourisme spéciales
- Groupe 3 : voitures de grand tourisme de série
- Groupe 4 : voitures de grand tourisme spéciales

Seules les équipes Lancia et Opel disputent l'intégralité de la saison, les autres constructeurs présents en rallye limitant leur présence aux épreuves leur apportant des retombées commerciales. Fiat, après trois saisons complètes, a mis en veille son programme de courses, se consacrant au développement de sa nouvelle 131 Abarth. Titrée en 1974 et 1975, la Scuderia Lancia est à nouveau favorite pour 1976, la Stratos, compétitive sur tout type de terrain, ayant remporté deux des trois manches déjà courues.

### L'épreuve
Le 'Safari Rallye' fut créé en 1953 sous l'appellation de 'Coronation Safari' en hommage à la reine d'Angleterre, couronnée l'année précédente. Disputée sur les pistes du Kenya et de la Tanzanie, colonies britanniques jusqu'au début des années 1960, l'épreuve fut maintenue après l'indépendance de ces deux pays, ayant acquis en dix ans une notoriété internationale, offrant d'excellentes retombées commerciales aux constructeurs s'y illustrant. Les difficultés et pièges du parcours ont longtemps constitué un handicap considérable pour les équipages européens face aux locaux avantagés par leur parfaite connaissance du terrain, et seuls le Finlandais Hannu Mikkola (vainqueur sur Ford Escort en 1972) et le Suédois Ove Andersson (vainqueur en 1975 sur Peugeot 504) ont jusqu'alors brisé la suprématie des pilotes africains.

## Le parcours

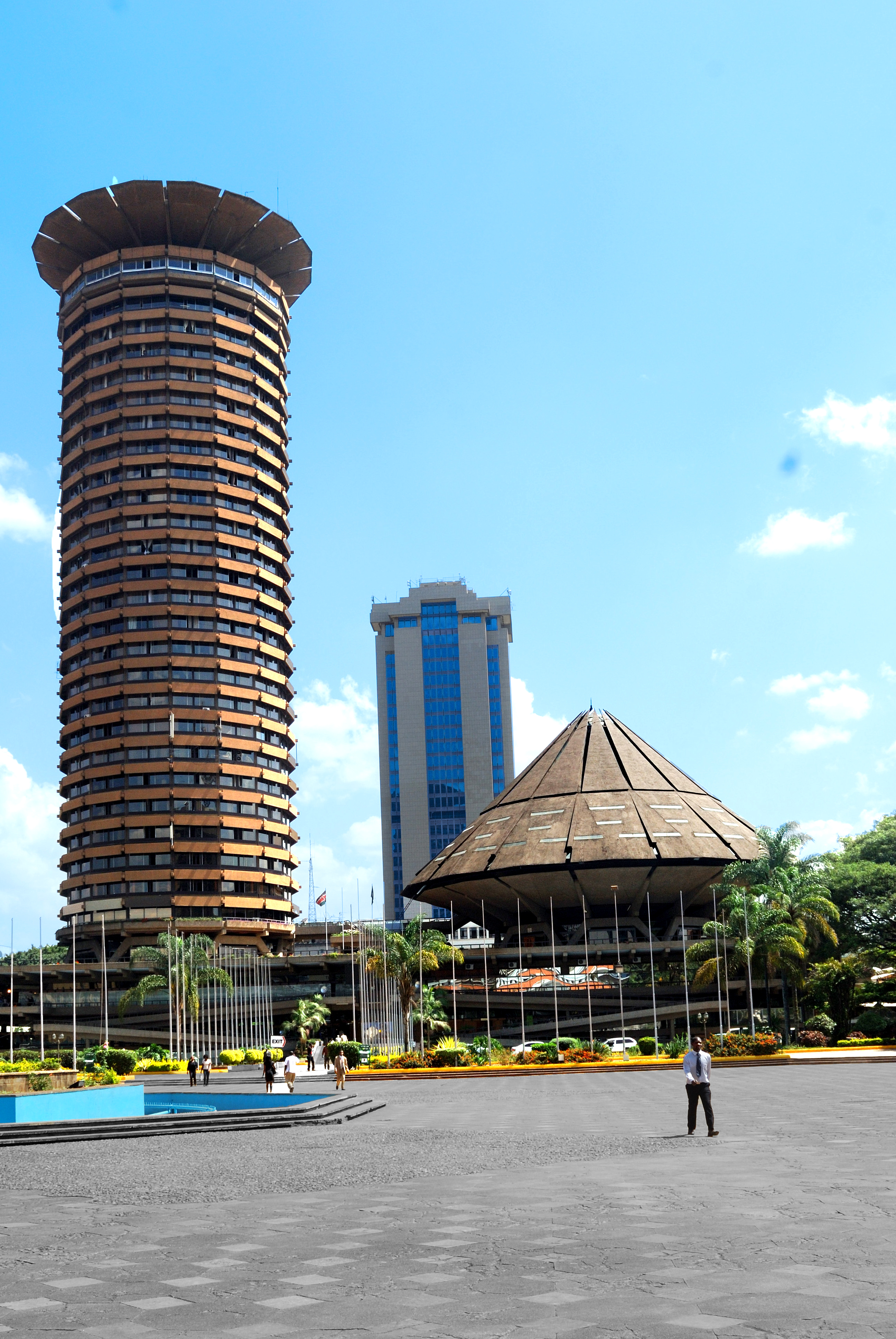
Le centre international de conférence de Nairobi, d'où est donné le départ du Safari

- départ : 15 avril 1976 de Nairobi
- arrivée : 19 avril 1976 à Nairobi
- distance : 4950 km
- surface : terre, boue et rocaille
- Parcours divisé en trois étapes[3]

### Première étape
Nairobi - Mombasa - Nairobi, 2103 km, du 15 au 16 avril

### Deuxième étape
Nairobi - Meru - Nairobi, 876 km, du 17 au 18 avril

### Troisième étape
Nairobi - Kitale - Nakuru - Nairobi, 1971 km, du 18 au 19 avril

## Les forces en présence
- Lancia

La Scuderia Lancia a engagé trois Stratos HF groupe 4 (moteur central arrière V6, 12 soupapes, 2400 cm3, 240 chevaux), spécialement préparées pour le Safari : plaques de blindage démontables, carters moteur en acier, pneus Pirelli à flancs renforcés. Ainsi équipées, les voitures pèsent plus d'une tonne. Par souci de fiabilité, les versions 12 soupapes ont été préférées aux versions 24 soupapes de 270 chevaux. Les trois Stratos sont aux mains de Sandro Munari et Björn Waldegård, épaulés pour cette épreuve spécifique par le pilote kenyan Vic Preston Jr.
- Opel

Trois Kadett GT/E groupe 2 ont été engagées par l'Euro Händler Team pour Walter Röhrl, Rauno Aaltonen et Edgar Herrmann. En version Safari, elles sont équipées de gros pare-buffles et pèsent 1030 kg à vide. Les moteurs deux litres, préparés par Irmscher, développent 170 à 180 chevaux (contre 240 pour les versions groupe 4). On note également la présence du Kenyan Davinder Singh sur une Ascona groupe 2.
- Peugeot

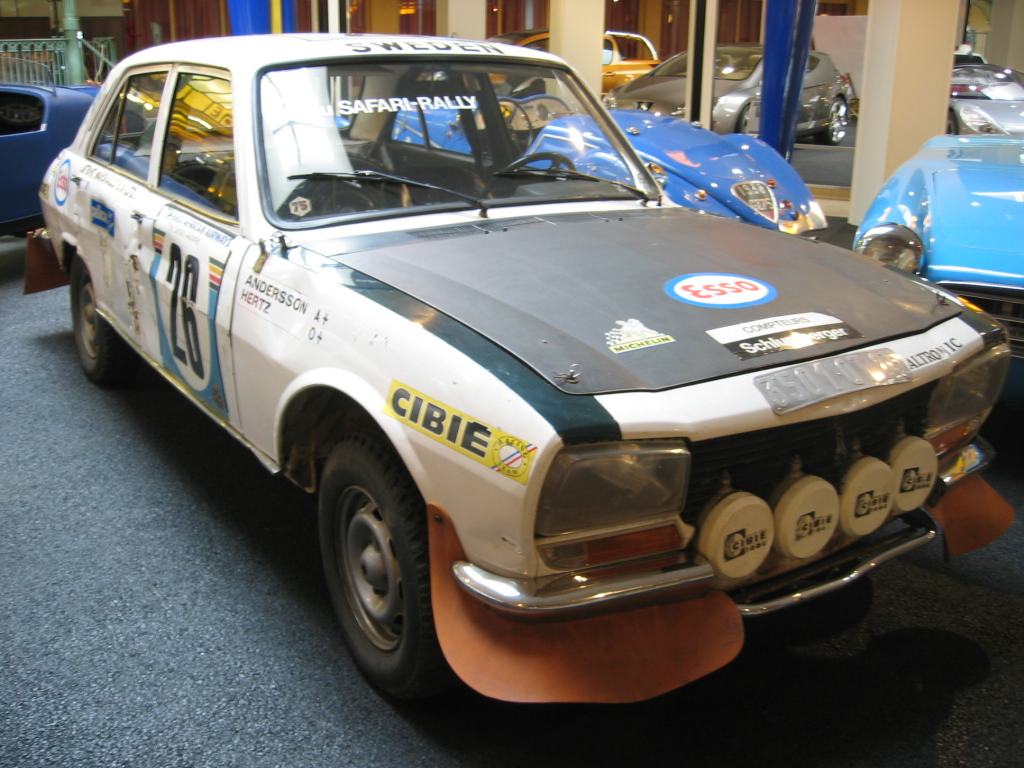
La Peugeot 504 groupe 2, victorieuse en 1975

Vainqueur ici l'an passé, le constructeur français a une nouvelle fois engagé d'importants moyens au Kenya. Deux coupés 504 V6 groupe 4 ont été confiés à Timo Mäkinen et Hannu Mikkola. C'est le baptême du feu pour ces voitures à moteur six cylindres 2,7 litres (225 chevaux à 7000 tr/min), qui pèsent 1250 kg à vide. Trois berlines 504 groupe 2 (plus de 1300 kg, moteur deux litres, 170 chevaux) sont également présentes, aux mains de Jean-Pierre Nicolas, Simo Lampinen et du Tanzanien Bert Shankland. Les cinq voitures d'usine sont équipées de pneus Michelin.
- Mitsubishi

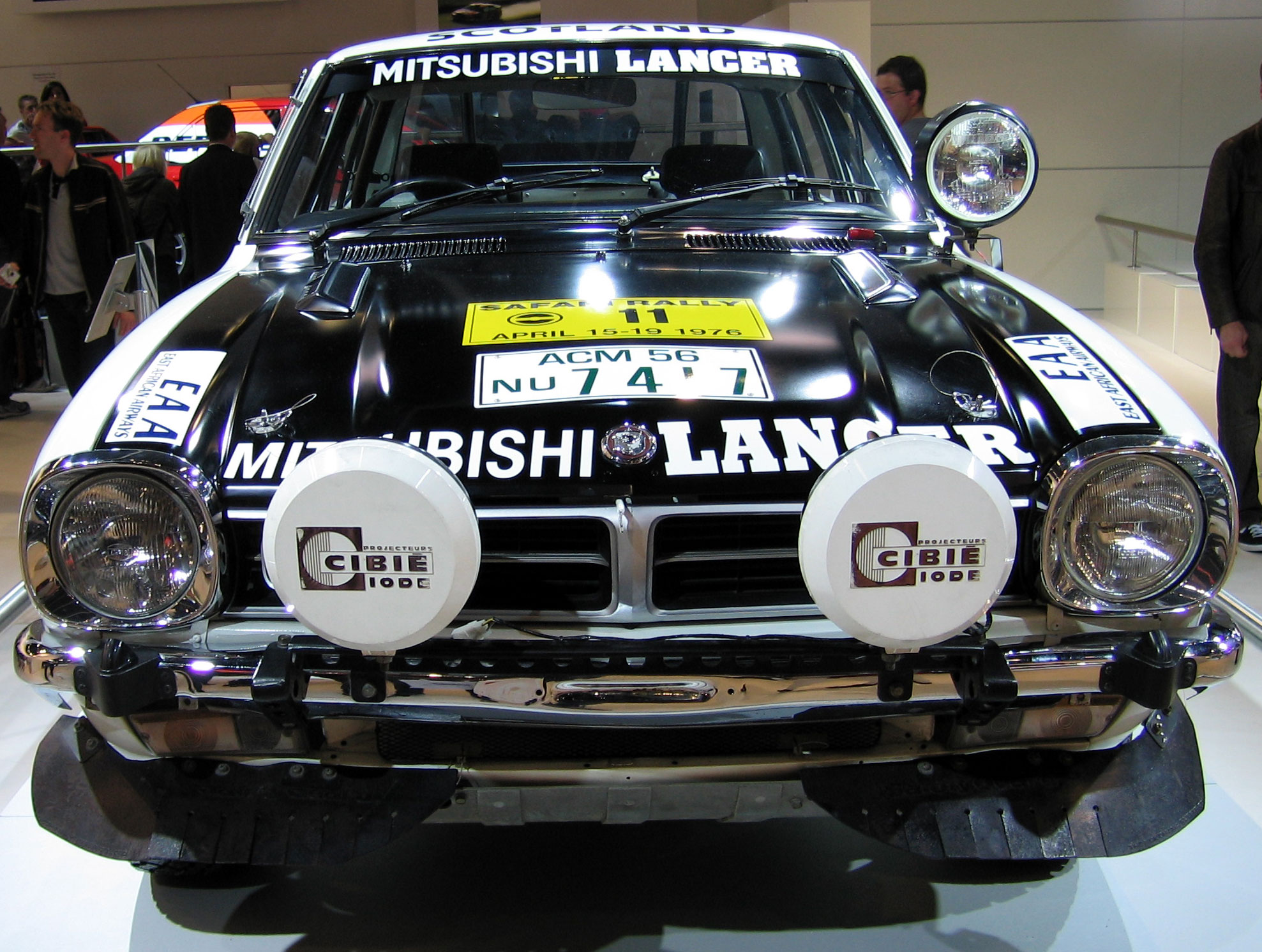
La Mitsubishi Lancer groupe 4 d'Andrew Cowan.

Le Joginder's team, qui représente officiellement Mitsubishi au Kenya, a engagé quatre berlines Lancer 1600 groupe 4 (environ 1000 kg, 1600 cm3, 170 chevaux, pneus Yokohama). Vainqueur de l'épreuve en 1965 et 1974, Joginder Singh est épaulé par Andrew Cowan, Robin Ulyate et Kenjirō Shinozuka.
- Datsun

Comme l'année précédente, Datsun est le constructeur le plus représenté, avec vingt-cinq voitures au départ, dont cinq coupés Violet groupe 4 d'usine, à moteur deux litres (trois en version 16 soupapes, 205 chevaux, pour Harry Källström, Zully Remtulla et Howard Lawrence-Brown, deux en version 8 soupapes, 170 chevaux, pour Shekhar Mehta et Hans Schüller). Officiellement dénommées '710' en Afrique, les Violet disposent de pneus Dunlop.
- Ford

L'ancien vainqueur Robin Hillyar dispose d'une Escort RS1800 groupe 4 officielle (deux litres, environ 230 chevaux), chaussée de pneus Dunlop.

## Déroulement de la course

### Première étape

#### Nairobi - Kalii

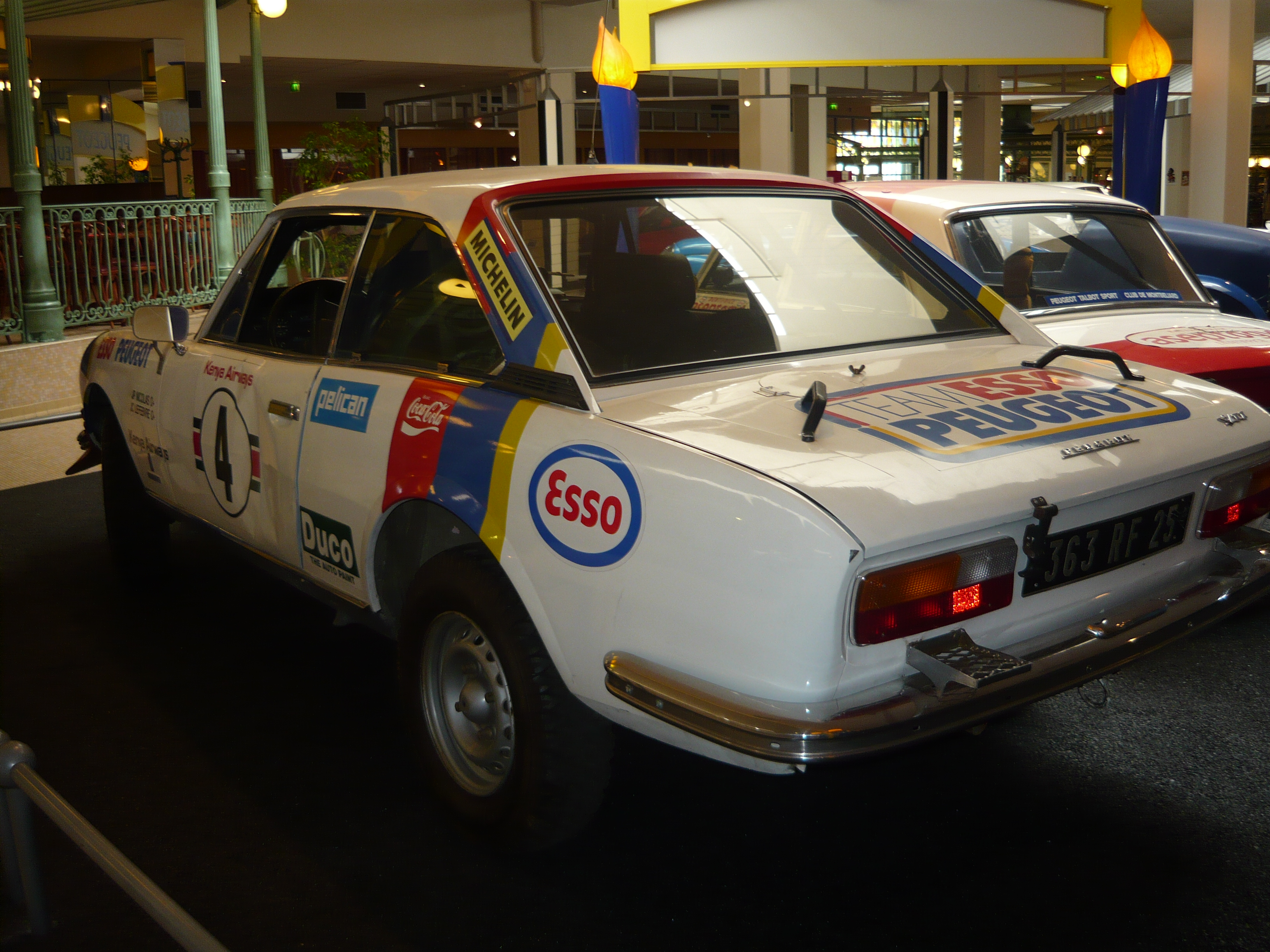
Le coupé 504 V6 groupe 4, voiture la plus rapide en début de course.

Le départ est donné de Nairobi le jeudi à seize heures. Cette très longue étape (plus de 2100 km) se déroule dans le sud du pays, les concurrents devant rallier Mombasa, au bord de l'Océan Indien, dans la nuit, pour ensuite regagner Nairobi le vendredi après-midi. C'est le début de la saison des pluies et c'est la boue qui attend les 64 équipages sur la majeure partie du parcours. Le premier secteur ne présente pas de difficulté particulière et les favoris rallient le contrôle horaire de Sultan Hamud sans pénalité significative, sauf chez Lancia où Björn Waldegård a dû renoncer, volant moteur de sa Stratos cassé, après seulement 160 kilomètres ! Son coéquipier Vic Preston n'est guère mieux loti, il a déjà perdu trois quarts d'heure et toute chance de bien figurer à cause de problèmes d'alimentation. Le second tronçon, quoique couru sur pistes relativement sèches, est beaucoup plus sélectif et au contrôle suivant les moins pénalisés sont les deux coupés 504, Timo Mäkinen s'installant en tête du rallye avec une minute d'avance sur son coéquipier Hannu Mikkola et trois sur la Stratos de Sandro Munari. Derrière ces trois équipages européens, les pilotes locaux Shekhar Mehta (Datsun) et Joginder Singh (Mitsubishi) sont en excellente position d'attente, tout comme Jean-Pierre Nicolas (504 berline), très à l'aise pour sa première participation. Parmi les favoris, Simo Lampinen, surpris par l'apparition de la pluie, est légèrement sorti et a perdu plus d'une heure à dégager sa 504 d'un fossé.
La pluie s'intensifie alors, et Mäkinen ne profite pas longtemps de sa position : le pilote finlandais, qui ouvre la route, hésite à suivre une déviation, ignorant si elle s'applique aux concurrents, et continue sur sa lancée. Hélas pour lui, il s'agit de l'effondrement d'un pont ; de nuit, le pilote voit le danger beaucoup trop tard et le coupé 504 plonge dans la rivière, sans dommage pour l'équipage qui parvient à sortir à temps. Malgré une récupération du véhicule par un tracteur, l'abandon est toutefois inévitable, le compartiment moteur ayant été complètement noyé. Mikkola, qui a sagement suivi la déviation et récupéré la bonne piste un peu plus loin, occupe donc la première place, juste devant Munari. Mais la malchance va poursuivre l'équipe Peugeot : dans le secteur suivant, Mikkola s'enlise en contournant un important dénivelé, et perd 35 minutes avant de pouvoir repartir. Au contrôle de Kalii, la Lancia de Munari pointe en tête, avec quatre minutes d'avance sur Mehta et cinq sur Joginder. Sur son Opel, Walter Röhrl est remonté en quatrième position, à onze minutes du leader et une minute devant Nicolas. À ce stade de l'épreuve, il ne reste plus que quarante équipages en course sur les soixante-quatre au départ.
| Pos. | Pilote                | Copilote             | Voiture                | Groupe | Pénalisations | Écart    |
| ---- | --------------------- | -------------------- | ---------------------- | ------ | ------------- | -------- |
| 1    | Sandro Munari         | Silvio Maiga         | Lancia Stratos HF      | 4      | 12 min        |          |
| 2    | Shekhar Mehta         | Mike Doughty         | Datsun Violet 710      | 4      | 16 min        | + 4 min  |
| 3    | Joginder Singh        | David Doig           | Mitsubishi Colt Lancer | 4      | 17 min        | + 5 min  |
| 4    | Walter Röhrl          | Claes Billstam       | Opel Kadett GT/E       | 2      | 23 min        | + 11 min |
| 5    | Jean-Pierre Nicolas   | Jean-Claude Lefebvre | Peugeot 504            | 2      | 24 min        | + 12 min |
| 6    | Howard Lawrence-Brown | Derek Pavely         | Datsun Violet 710      | 4      | 39 min        | + 27 min |

#### Kalii - Mombasa
Après Kalii, la pluie redouble de violence. La rapide montée des eaux va causer la perte de douze des quarante concurrents restant alors en course, seuls les vingt-huit premiers ayant réussi à passer avant que la piste ne soie coupée par la crue d'un torrent. Si Munari, qui ouvre la route, est parvenu à franchir ce secteur dans de bonnes conditions et pointe au contrôle de Kibwesi dans le temps imparti. Mehta, qui le suit, n'a concédé que deux minutes, mais derrière les écarts se sont rapidement creusés, et près des deux tiers des vingt-huit équipages rescapés ont subi des retards supérieurs à dix minutes sur ce seul secteur. Les difficiles conditions routières vont également faire souffrir les transmissions, en particulier chez Opel où successivement Rauno Aaltonen, Edgar Herrmann et Walter Röhrl endommagent leur pont arrière, seul ce dernier parvenant à reprendre la course après une réparation lui coûtant trente-huit minutes de retard supplémentaire. Mikkola, qui pouvait encore espérer refaire son retard, connaît des problèmes de freins avant et va perdre vingt minutes au point d'assistance de Mwatate. Chez Datsun, Harry Källström commence à avoir des ennuis de moteur, consommant énormément d'huile. Parmi les pilotes européens, seuls Munari et Nicolas ont jusqu'alors réussi à éviter les embûches et restent en lice pour disputer la victoire aux pilotes locaux. Mais peu avant Malindi, alors que la nuit s'achève et que la pluie s'atténue, Munari essaie de contourner par la gauche un passage particulièrement boueux et s'enlise. Nicolas va également perdre toutes ses chances de bien figurer à cet endroit, s'enlisant du côté droit de la piste. Tous deux vont perdre plus d'une heure à se sortir de ce bourbier, abandonnant toute chance de victoire. Au contrôle de Malindi, Mehta a pris la tête de la course devant Joginder et c'est dans cet ordre qu'ils rejoignent Mombasa au petit matin, séparés de neuf minutes au classement général. Il ne reste plus que vingt-six voitures en course. Les sept premières places sont occupées par des équipages locaux, qui dans l'ensemble ont beaucoup mieux surmonté les difficultés du parcours que les Européens. Trois heures de neutralisation vont permettre aux concurrents de prendre quelque repos avant le retour à Nairobi. 

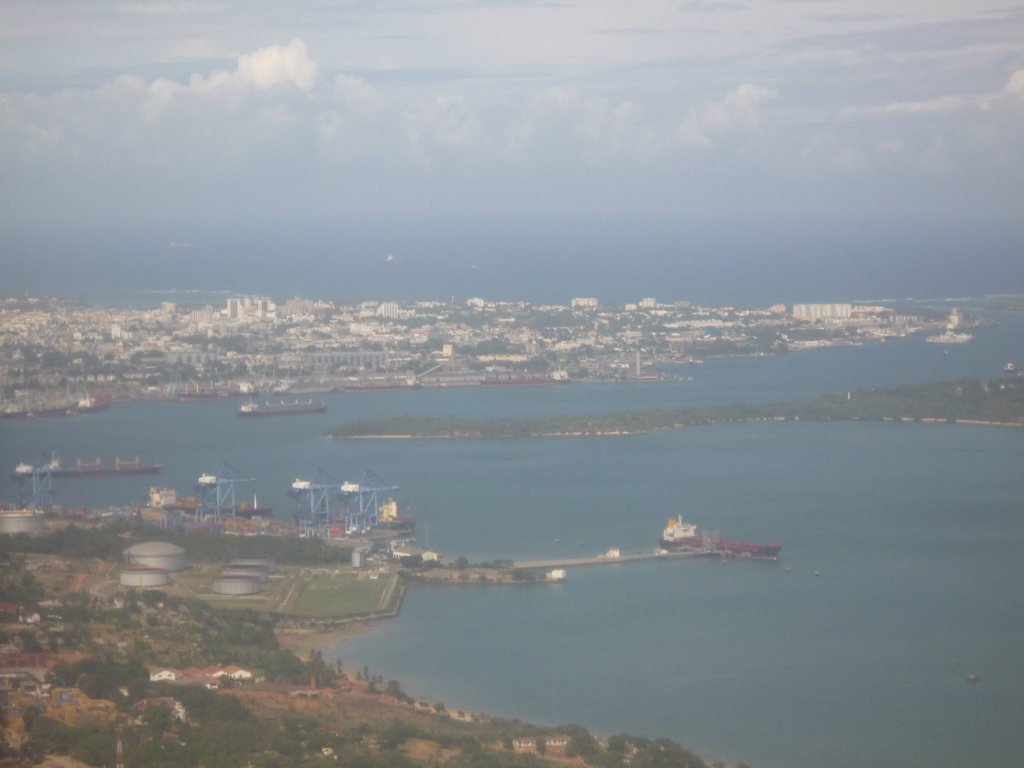
Mombasa, sur l'océan Indien

| Pos. | Pilote                | Copilote       | Voiture                | Groupe | Pénalisations | Écart    |
| ---- | --------------------- | -------------- | ---------------------- | ------ | ------------- | -------- |
| 1    | Shekhar Mehta         | Mike Doughty   | Datsun Violet 710      | 4      | 23 min        |          |
| 2    | Joginder Singh        | David Doig     | Mitsubishi Colt Lancer | 4      | 32 min        | + 9 min  |
| 3    | Howard Lawrence-Brown | Derek Pavely   | Datsun Violet 710      | 4      | 48 min        | + 25 min |
| 4    | Zully Remtulla        | Nizar Jivani   | Datsun Violet 710      | 4      | 52 min        | + 29 min |
| 5    | Rob Collinge          | Robert Coombes | Datsun Violet 710      | 4      | 53 min        | + 30 min |
| 6    | Bert Shankland        | Brian Barton   | Peugeot 504            | 2      | 54 min        | + 31 min |
| 7    | Robin Ulyate          | Chris Bates    | Mitsubishi Colt Lancer | 4      | 56 min        | + 33 min |
| 8    | Andrew Cowan          | Johnstone Syer | Mitsubishi Colt Lancer | 4      | 1 h 00 min    | + 37 min |

#### Mombasa - Nairobi
Le retour à Nairobi s'effectue de jour. Il ne pleut plus et les concurrents ne rencontrent pas de difficulté majeure sur le parcours, qui n'apporte pas de changement notable au classement. Seuls trois des vingt-six concurrents sont contraints à l'abandon, dont l'équipage Mikkola-Todt, à cause d'un joint de culasse claqué. La Stratos de Munari a également connu de graves soucis de moteur, nécessitant un démontage des culasses, et le champion italien a perdu trois heures supplémentaires, sombrant dans les profondeurs du classement.
| Pos. | Pilote                | Copilote             | Voiture                | Groupe | Pénalisations | Écart        |
| ---- | --------------------- | -------------------- | ---------------------- | ------ | ------------- | ------------ |
| 1    | Shekhar Mehta         | Mike Doughty         | Datsun Violet 710      | 4      | 30 min        |              |
| 2    | Joginder Singh        | David Doig           | Mitsubishi Colt Lancer | 4      | 42 min        | + 12 min     |
| 3    | Howard Lawrence-Brown | Derek Pavely         | Datsun Violet 710      | 4      | 53 min        | + 23 min     |
| 4    | Zully Remtulla        | Nizar Jivani         | Datsun Violet 710      | 4      | 58 min        | + 28 min     |
| 5    | Rob Collinge          | Robert Coombes       | Datsun Violet 710      | 4      | 59 min        | + 29 min     |
| 6    | Bert Shankland        | Brian Barton         | Peugeot 504            | 2      | 1 h 01 min    | + 31 min     |
| 7    | Robin Ulyate          | Chris Bates          | Mitsubishi Colt Lancer | 4      | 1 h 02 min    | + 32 min     |
| 8    | Andrew Cowan          | Johnstone Syer       | Mitsubishi Colt Lancer | 4      | 1 h 04 min    | + 34 min     |
| 9    | Harry Källström       | Leif Lindqvist       | Datsun Violet 710      | 4      | 1 h 14 min    | + 44 min     |
| 10   | Yoshio Iwashita       | Roger Barnard        | Datsun Violet 710      | 2      | 1 h 36 min    | + 1 h 06 min |
| 11   | Simo Lampinen         | Arne Hertz           | Peugeot 504            | 2      | 1 h 37 min    | + 1 h 07 min |
| 12   | Hans Schüller         | Ernie Kleint         | Datsun Violet 710      | 4      | 1 h 38 min    | + 1 h 08 min |
| 13   | Kenjirō Shinozuka     | Bob Graham           | Mitsubishi Colt Lancer | 4      | 1 h 54 min    | + 1 h 24 min |
| 14   | Walter Röhrl          | Claes Billstam       | Opel Kadett GT/E       | 2      | 1 h 58 min    | + 1 h 28 min |
| 15   | Vic Preston Jr        | John Lyall           | Lancia Stratos HF      | 4      | 2 h 15 min    | + 1 h 45 min |
| 16   | Jean-Pierre Nicolas   | Jean-Claude Lefebvre | Peugeot 504            | 2      | 2 h 37 min    | + 2 h 07 min |

### Deuxième étape

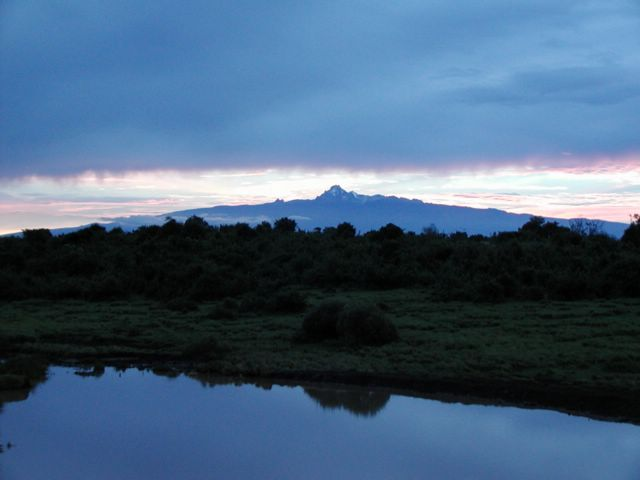
La deuxième étape emmène les concurrents au pied du mont Kenya (à l'arrière plan).

Les vingt-trois équipages rescapés repartent de Nairobi le samedi à six heures du matin. Cette seconde étape, la plus courte et entièrement disputée de jour, va les conduire à Meru, au pied du Mont Kenya, avant de regagner la capitale en début d'après-midi. L'absence de pluie facilite le parcours, mais de nombreux incidents vont néanmoins bouleverser la physionomie de la course. Quelques kilomètres après le contrôle de Nyeri, Röhrl percute une voiture lui coupant la route et doit renoncer. Peu après, lors du franchissement d'un passage très boueux, la Mitsubishi de Cowan, enlisée, est percutée par celle de son coéquipier Remtulla, qui essayait de passer la difficulté en force ! Ils perdent respectivement trente-neuf et cinquante-deux minutes à réparer, et toute chance de bien figurer. Déjà très attardées, les Lancia connaissent de nouveaux problèmes mécaniques, Munari perdant quarante minutes à cause d'ennuis de suspension et Preston plus de trois heures à faire réparer embrayage et boîte de vitesses. Jusqu'alors épargné par la malchance, Mehta contrôle toujours la course, mais en fin d'étape, en rejoignant Nairobi, il ne peut éviter une Land Rover sortant d'un champ. Le radiateur de la Datsun est percé, le train avant est ouvert ; le temps que son assistance arrive sur place et répare, Mehta perd plus d'une heure, tombant à la huitième place. Joginder prend la tête de la course et achève l'étape avec une avance de sept minutes sur la Datsun de Lawrence, l'homme le plus rapide de la journée. Son coéquipier Collinge, remonté à la troisième place à vingt-deux minutes de Joginder, reste également en lice pour la victoire. L'ancien vainqueur Bert Shankland, auteur d'une course très régulière, est remonté en quatrième position au volant de sa 504, suivi de près par la Mitsubishi de Robin Ulyate.
| Pos. | Pilote                | Copilote             | Voiture                | Groupe | Pénalisations | Écart        |
| ---- | --------------------- | -------------------- | ---------------------- | ------ | ------------- | ------------ |
| 1    | Joginder Singh        | David Doig           | Mitsubishi Colt Lancer | 4      | 52 min        |              |
| 2    | Howard Lawrence-Brown | Derek Pavely         | Datsun Violet 710      | 4      | 59 min        | + 7 min      |
| 3    | Rob Collinge          | Robert Coombes       | Datsun Violet 710      | 4      | 1 h 14 min    | + 22 min     |
| 4    | Bert Shankland        | Brian Barton         | Peugeot 504            | 2      | 1 h 18 min    | + 26 min     |
| 5    | Robin Ulyate          | Chris Bates          | Mitsubishi Colt Lancer | 4      | 1 h 22 min    | + 30 min     |
| 6    | Harry Källström       | Leif Lindqvist       | Datsun Violet 710      | 4      | 1 h 31 min    | + 39 min     |
| 7    | Andrew Cowan          | Johnstone Syer       | Mitsubishi Colt Lancer | 4      | 1 h 45 min    | + 53 min     |
| 8    | Shekhar Mehta         | Mike Doughty         | Datsun Violet 710      | 4      | 1 h 48 min    | + 56 min     |
| 9    | Simo Lampinen         | Arne Hertz           | Peugeot 504            | 2      | 1 h 52 min    | + 1 h 00 min |
| 10   | Kenjirō Shinozuka     | Bob Graham           | Mitsubishi Colt Lancer | 4      | 2 h 23 min    | + 1 h 31 min |
| 11   | Zully Remtulla        | Nizar Jivani         | Datsun Violet 710      | 4      | 2 h 25 min    | + 1 h 33 min |
| 12   | Jean-Pierre Nicolas   | Jean-Claude Lefebvre | Peugeot 504            | 2      | 2 h 45 min    | + 1 h 53 min |

### Troisième étape
La dernière étape, la plus montagneuse, se déroule à l'ouest du pays, les concurrents parcourant une boucle de près de 2000 kilomètres passant par Kitale, à une trentaine de kilomètres de la frontière ougandaise. Les rescapés s'élancent de Nairobi le dimanche à six heures du matin et ce n'est que le lendemain, en début d'après-midi, qu'ils achèveront leur périple. Reparti malgré ses cinq heures de retard, dans le seul but de terminer, Munari renonce après seulement 150 kilomètres, moteur hors d'usage. Collinge, qui pouvait encore prétendre à la victoire, abandonne peu après, pour la même raison. Joginder aborde le contrôle de Kisumu toujours en tête, lorsqu'un spectateur surgit devant la Mitsubishi ; le pilote ne peut rien faire pour éviter le piéton, qui décède peu après. La course est momentanément neutralisée, la police autorisant Joginder à pointer tandis que son coéquipier Doig reste sur les lieux de l'accident. Les formalités accomplies, la course reprend, l'équipage de la Mitsubishi de tête repartant sans pénalité additionnelle. Entre Kisumu et Kitale, l'équipe Datsun va être durement touchée, perdant toute chance de victoire avec l'abandon de Lawrence (alors en seconde position à une dizaine de minutes du leader), et de son coéquipier Mehta, tous deux à cause d'un problème de moteur. Joginder rejoint Kitale avec une confortable avance sur son coéquipier Ulyate et sur la 504 de Shankland, qui devance alors Cowan, auteur d'une belle remontée au volant de la troisième Mitsubishi d'usine. Le constructeur japonais est en position de force, avec trois voitures aux quatre premières places. Joginder n'a plus qu'à contrôler la course jusqu'à l'arrivée. Mais tandis qu'on s'apprête à fêter la victoire dans le clan Mitsubishi, un drame survient : le principal technicien japonais est victime d'un accident mortel à Kitale, et l'on envisage alors un retrait pur et simple des trois voitures officielles. À la neutralisation de Nakuru, Joginder contacte le président de la marque, qui laisse finalement le choix aux pilotes et aux mécaniciens de continuer la course. Ces derniers se retirent aussitôt, tandis que les pilotes, soutenus par l'importateur local, décident de terminer l'épreuve, qui ne comporte plus de difficulté majeure. Et c'est aux trois premières places que Joginder, Ulyate et Cowan rejoignent Nairobi, Cowan ayant profité des ennuis d'amortisseurs rencontrés par Shankland en fin de parcours pour assurer le triplé de la marque japonaise. C'est la troisième victoire pour Joginder, déjà victorieux au Kenya en 1965 et 1974.

### Classement général
| Pos | No | Pilote              | Copilote             | Voiture                | Pénalisations | Écart        | Groupe |
| --- | -- | ------------------- | -------------------- | ---------------------- | ------------- | ------------ | ------ |
| 1   | 8  | Joginder Singh      | David Doig           | Mitsubishi Colt Lancer | 1 h 57 min    |              | 4      |
| 2   | 22 | Robin Ulyate        | Chris Bates          | Mitsubishi Colt Lancer | 2 h 21 min    | + 24 min     | 4      |
| 3   | 11 | Andrew Cowan        | Johnstone Syer       | Mitsubishi Colt Lancer | 2 h 42 min    | + 45 min     | 4      |
| 4   | 16 | Bert Shankland      | Brian Barton         | Peugeot 504            | 2 h 52 min    | + 55 min     | 2      |
| 5   | 7  | Simo Lampinen       | Arne Hertz           | Peugeot 504            | 2 h 23 min    | + 1 h 26 min | 2      |
| 6   | 33 | Kenjirō Shinozuka   | Bob Graham           | Mitsubishi Colt Lancer | 4 h 10 min    | + 2 h 13 min | 4      |
| 7   | 10 | Harry Källström     | Leif Lindqvist       | Datsun Violet 710      | 4 h 49 min    | + 2 h 52 min | 4      |
| 8   | 12 | Zully Remtulla      | Nizar Jivani         | Datsun Violet 710      | 5 h 09 min    | + 3 h 12 min | 4      |
| 9   | 2  | Jean-Pierre Nicolas | Jean-Claude Lefebvre | Peugeot 504            | 5 h 11 min    | + 3 h 14 min | 2      |
| 10  | 26 | Johnny Hellier      | Kanti Shah           | Alfa Romeo 1750 GTV    | 7 h 14 min    | + 5 h 17 min | 2      |

### Hommes de tête
- Timo Mäkinen -  Henry Liddon (Peugeot 504 V6 coupé) : au début de la première étape
- Hannu Mikkola -  Jean Todt (Peugeot 504 V6 coupé) : au cours de la première étape
- Sandro Munari -  Silvio Maiga (Lancia Stratos HF) : au cours de la première étape
- Shekhar Mehta -  Mike Doughty (Datsun Violet 710) : jusqu'à la dernière partie de la deuxième étape
- Joginder Singh -  David Doig (Mitsubishi Colt Lancer) : jusqu'à la fin de la troisième étape

## Résultats des principaux engagés
| No | Pilote                | Copilote             | Voiture                | Groupe | Classement général                    | Class. groupe |
| -- | --------------------- | -------------------- | ---------------------- | ------ | ------------------------------------- | ------------- |
| 1  | Björn Waldegård       | Hans Thorszelius     | Lancia Stratos HF      | 4      | ab. dans 1re étape (volant moteur)    | -             |
| 2  | Jean-Pierre Nicolas   | Jean-Claude Lefebvre | Peugeot 504            | 2      | 9e à 3 h 14 min                       | 3e            |
| 3  | Timo Mäkinen          | Henry Liddon         | Peugeot 504 V6 coupé   | 4      | ab. dans 1re étape (eau dans moteur)  | -             |
| 4  | Hannu Mikkola         | Jean Todt            | Peugeot 504 V6 coupé   | 4      | ab. dans 1re étape (joint de culasse) | -             |
| 5  | Shekhar Mehta         | Mike Doughty         | Datsun Violet 710      | 4      | ab. dans 3e étape (moteur cassé)      | -             |
| 6  | Sandro Munari         | Silvio Maiga         | Lancia Stratos HF      | 4      | ab. dans 3e étape (moteur)            | -             |
| 7  | Simo Lampinen         | Arne Hertz           | Peugeot 504            | 2      | 5e à 1 h 26 min                       | 2e            |
| 8  | Joginder Singh        | David Doig           | Mitsubishi Colt Lancer | 4      | 1er                                   | 1er           |
| 9  | Walter Röhrl          | Claes Billstam       | Opel Kadett GT/E       | 2      | ab. dans 2e étape (accident)          | -             |
| 10 | Harry Källström       | Leif Lindqvist       | Datsun Violet 710      | 4      | 7e à 2 h 52 min                       | 5e            |
| 11 | Andrew Cowan          | Johnstone Syer       | Mitsubishi Colt Lancer | 4      | 3e à 45 min                           | 3e            |
| 12 | Zully Remtulla        | Nizar Jivani         | Datsun Violet 710      | 4      | 8e à 3 h 12 min                       | 6e            |
| 14 | Rauno Aaltonen        | Willi-Peter Pitz     | Opel Kadett GT/E       | 2      | ab. dans 1re étape (différentiel)     | -             |
| 15 | Davinder Singh        | Ken Taylor           | Opel Ascona            | 2      | 15e à 11 h 49 min                     | 6e            |
| 16 | Bert Shankland        | Brian Barton         | Peugeot 504            | 2      | 4e à 55 min                           | 1er           |
| 17 | Vic Preston Jr        | John Lyall           | Lancia Stratos HF      | 4      | 12e à 10 h 29 min                     | 7e            |
| 20 | Edgar Herrmann        | Jack Simonian        | Opel Kadett GT/E       | 2      | ab. dans 1re étape (différentiel)     | -             |
| 22 | Robin Ulyate          | Chris Bates          | Mitsubishi Colt Lancer | 4      | 2e à 24 min                           | 2e            |
| 24 | Yoshio Iwashita       | Roger Barnard        | Datsun Violet 710      | 2      | 14e à 11 h 26 min                     | 6e            |
| 25 | Howard Lawrence-Brown | Derek Pavely         | Datsun Violet 710      | 4      | ab. dans 3e étape (soupape)           | -             |
| 26 | Johnny Hellier        | Kanti Shah           | Alfa Romeo 1750 GTV    | 2      | 10e à 5 h 17 min                      | 4e            |
| 28 | Prem Chauda           | Pauru Chauda         | Mitsubishi Colt Lancer | 2      | 11e à 5 h 20 min                      | 5e            |
| 29 | Rob Collinge          | Robert Coombes       | Datsun Violet 710      | 4      | ab. dans 3e étape (moteur)            | -             |
| 30 | Robin Hillyar         | Mike Hart            | Ford Escort RS1800     | 4      | ab. dans 1re étape (hors course)      | -             |
| 32 | Hans Schüller         | Ernie Kleint         | Datsun Violet 710      | 4      | ab. dans 2e étape (perte d'une roue)  | -             |
| 33 | Kenjirō Shinozuka     | Bob Graham           | Mitsubishi Colt Lancer | 4      | 6e à 2 h 13 min                       | 4e            |

## Classement du championnat à l'issue de la course
- attribution des points : 20, 15, 12, 10, 8, 6, 4, 3, 2, 1 respectivement aux dix premières marques de chaque épreuve (sans cumul, seule la voiture la mieux classée de chaque constructeur marque des points)
- seuls les sept meilleurs résultats (sur dix épreuves) sont retenus pour le décompte final des points.

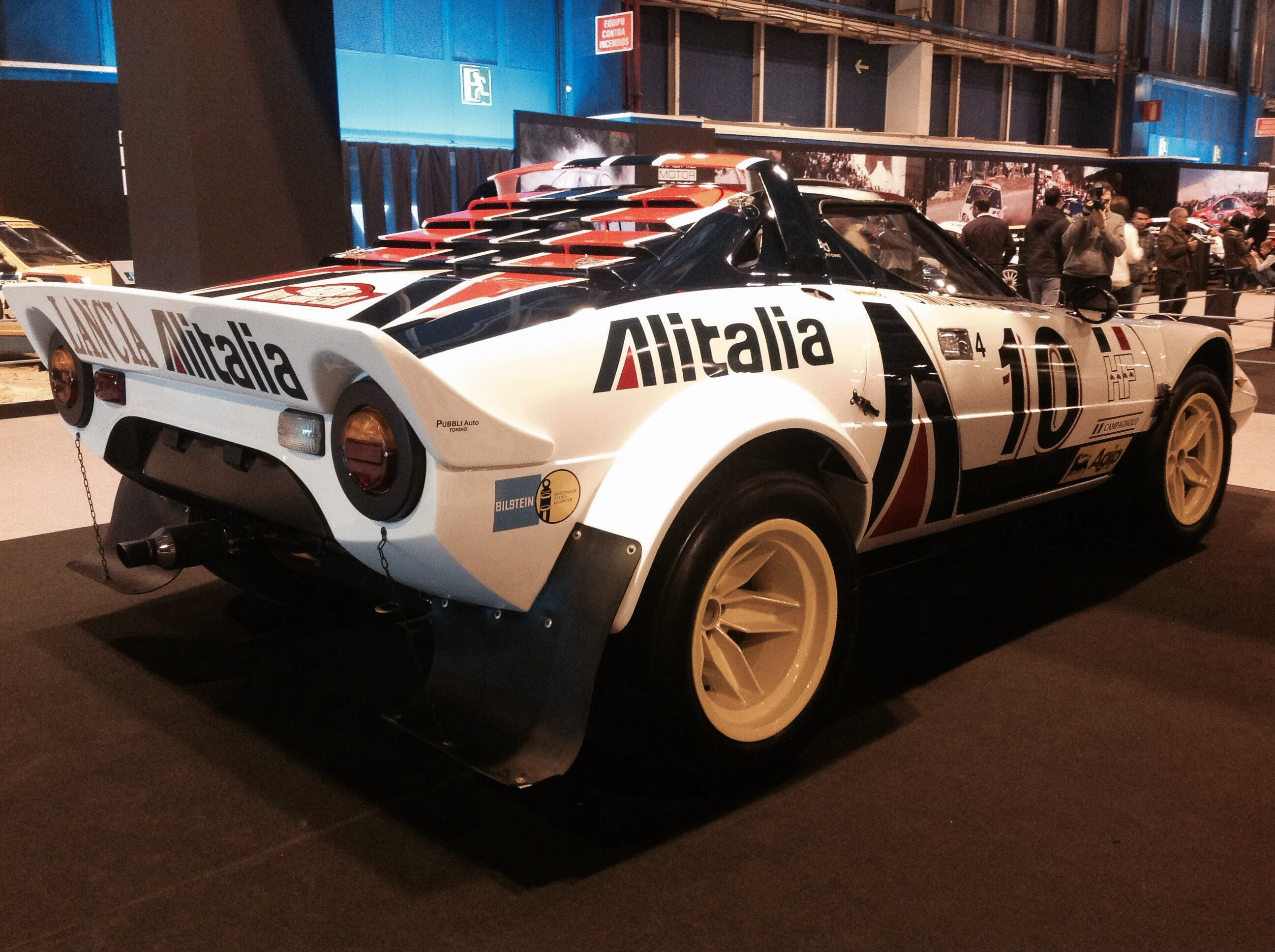
Malgré la déroute des Stratos au Safari, Lancia conserve la tête du championnat.

| Pos. | Marque     | Points | M-C | SUE | POR | SAF | ACR | MAR | FIN | SAN | COR | RAC |
| ---- | ---------- | ------ | --- | --- | --- | --- | --- | --- | --- | --- | --- | --- |
| 1    | Lancia     | 50     | 20  | 10  | 20  | -   |     |     |     |     |     |     |
| 2    | Opel       | 34     | 10  | 12  | 12  | -   |     |     |     |     |     |     |
| 3    | Saab       | 20     | -   | 20  | -   | -   |     |     |     |     |     |     |
| 3=   | Mitsubishi | 20     | -   | -   | -   | 20  |     |     |     |     |     |     |
| 5    | Toyota     | 15     | -   | -   | 15  | -   |     |     |     |     |     |     |
| 6    | Ford       | 12     | 8   | -   | 4   | -   |     |     |     |     |     |     |
| 7    | Peugeot    | 10     | -   | -   | -   | 10  |     |     |     |     |     |     |
| 7=   | Datsun     | 10     | -   | -   | 6   | 4   |     |     |     |     |     |     |
| 9    | Fiat       | 6      | 6   | -   | -   | -   |     |     |     |     |     |     |
| 10   | Porsche    | 4      | 4   | -   | -   | -   |     |     |     |     |     |     |
| 10=  | Volvo      | 4      | -   | 4   | -   | -   |     |     |     |     |     |     |
| 12   | Mazda      | 3      | -   | -   | 3   | -   |     |     |     |     |     |     |
| 13   | Alfa Romeo | 2      | 1   | -   | -   | 1   |     |     |     |     |     |     |